# 2023年洛杉磯影評人協會獎
第49屆洛杉磯影評人協會獎（The 49th Los Angeles Film Critics Association Awards）是洛杉磯影評人協會以茲表彰2023年電影的獎項，2023年12月10日公佈得獎名單，並於2024年1月13日舉行慶祝宴會。
強納森·葛雷澤執導的國際電影《利益区域》獲得3座獎項，而本屆的演員獎均由女性獲得，波蘭導演阿格涅絲卡·霍蘭則獲頒終身成就獎。

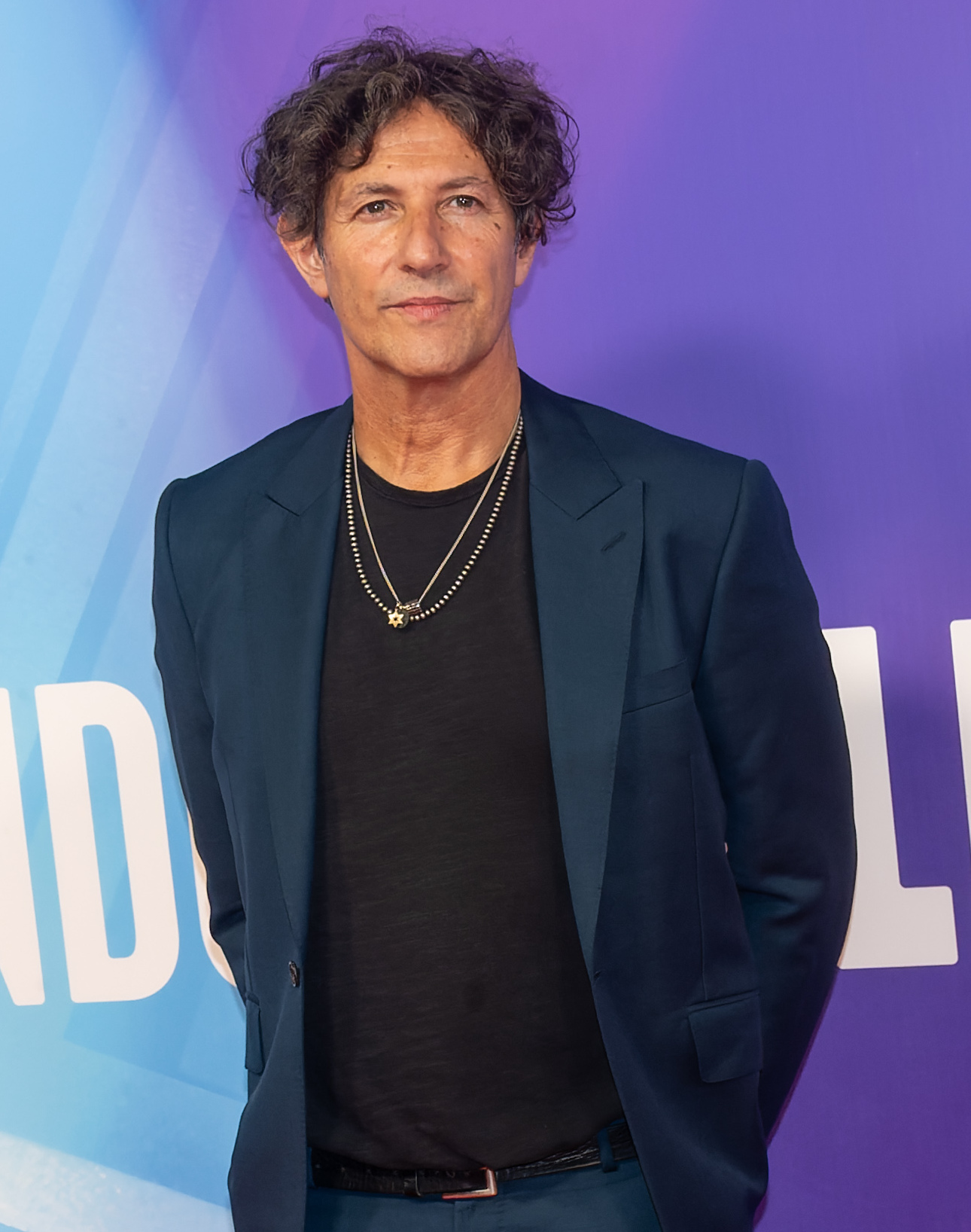
最佳導演：強納森·葛雷澤

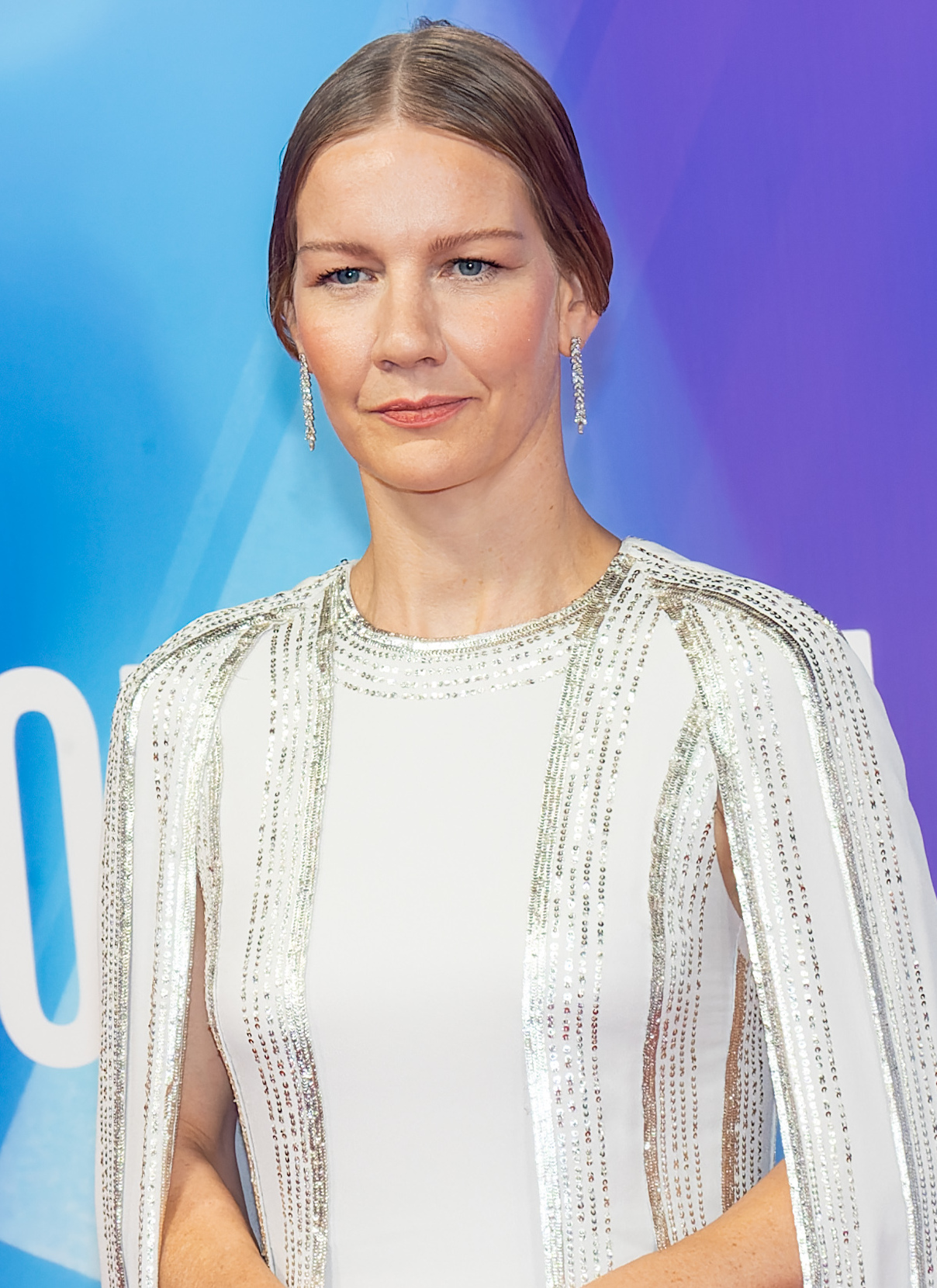
最佳主角演出：桑德拉·惠勒

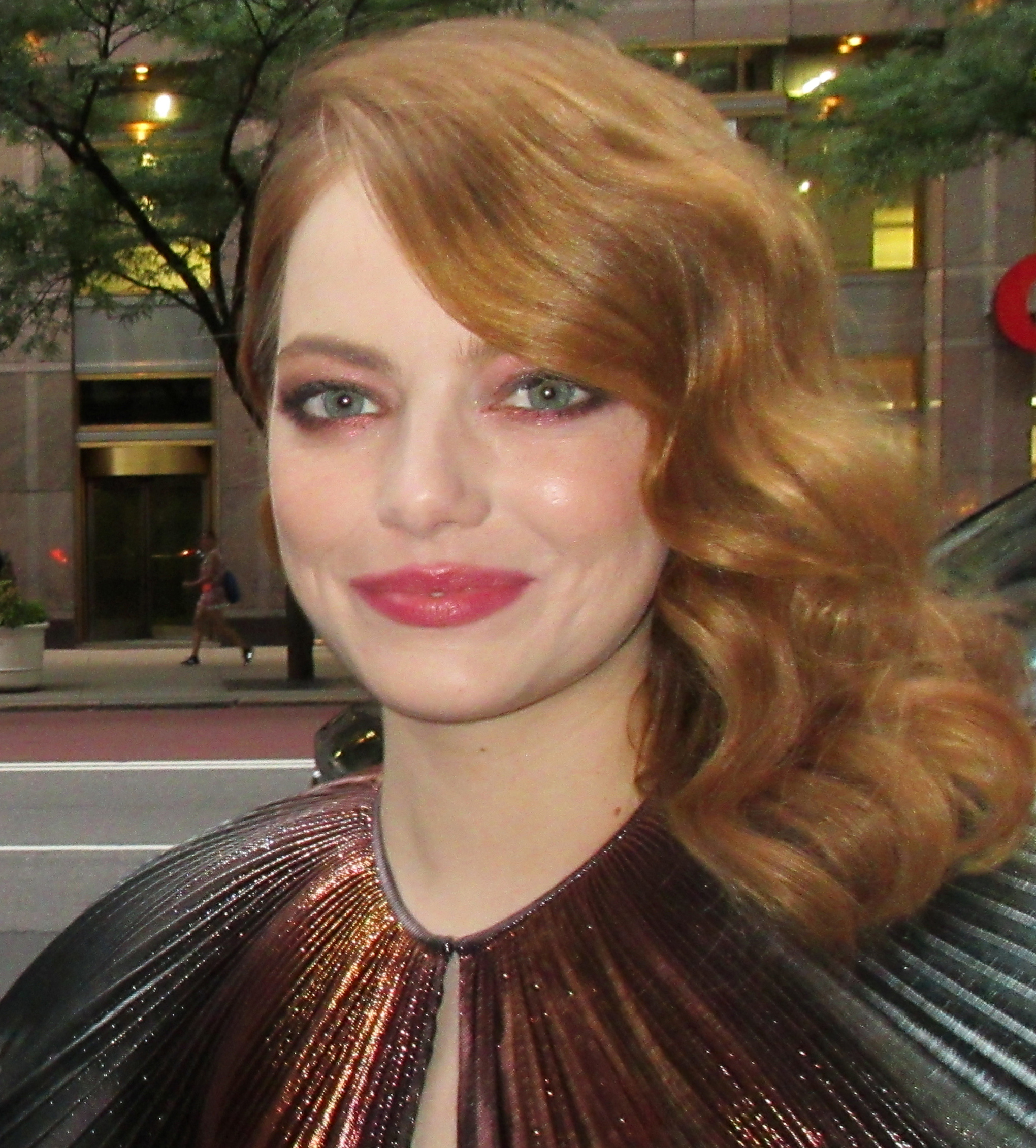
最佳主角演出：艾瑪·史東

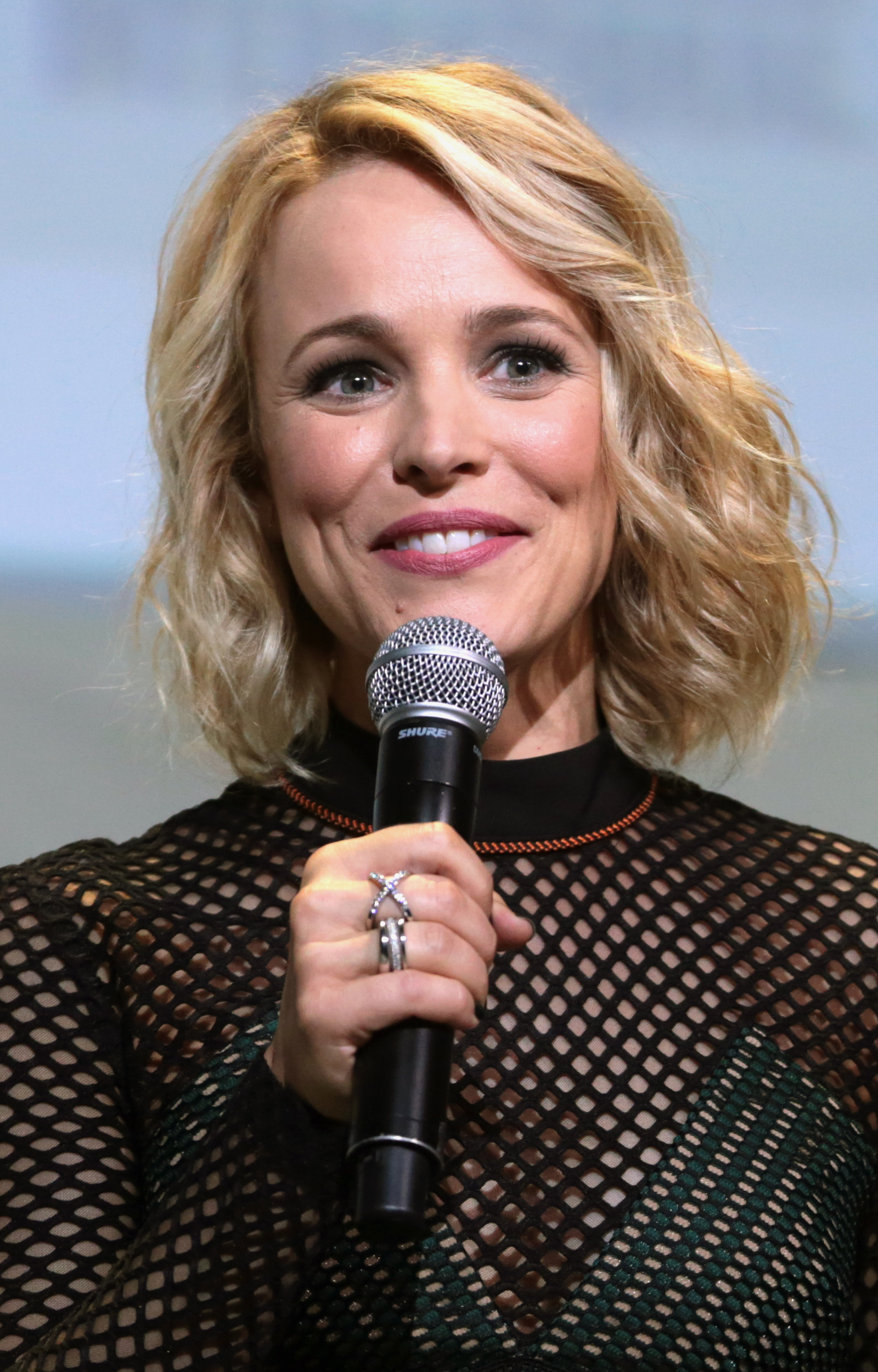
最佳配角演出：瑞秋·麥亞當斯

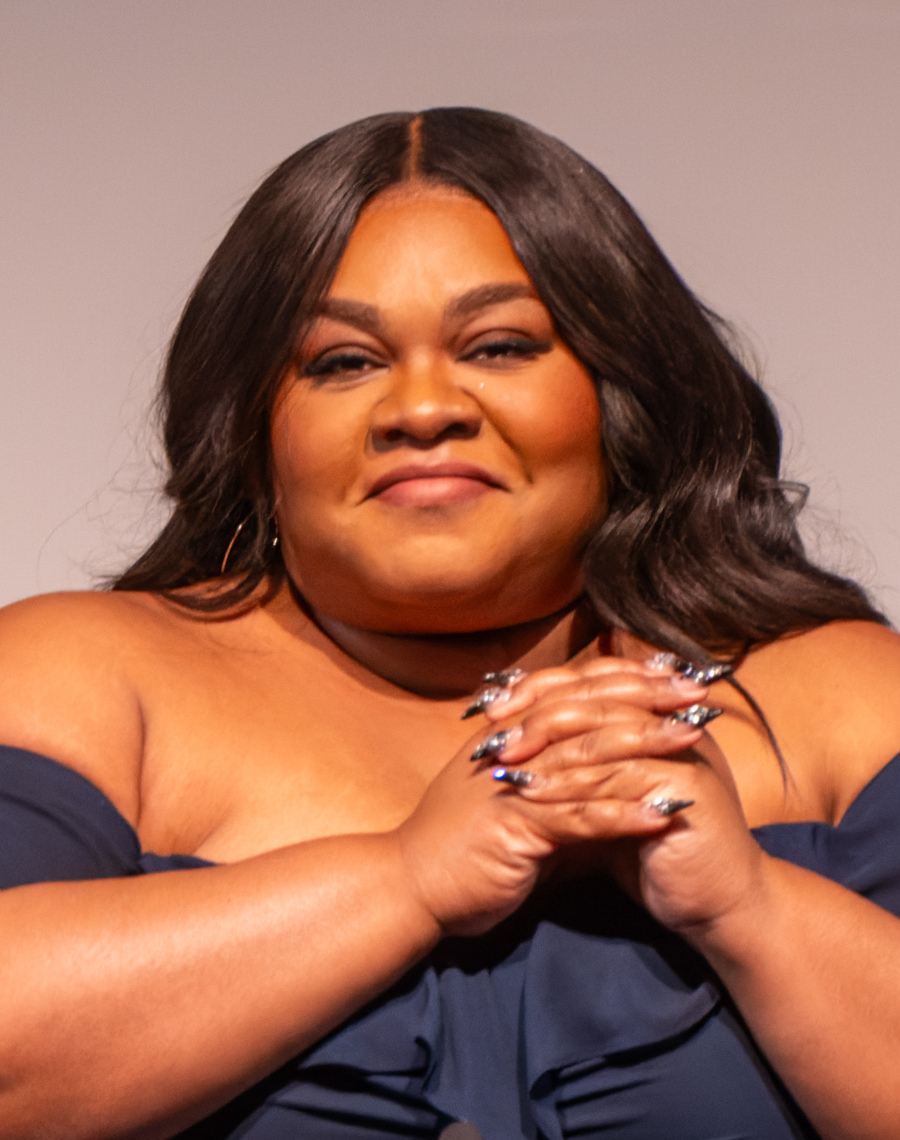
最佳配角演出：達芬·喬伊·藍道夫

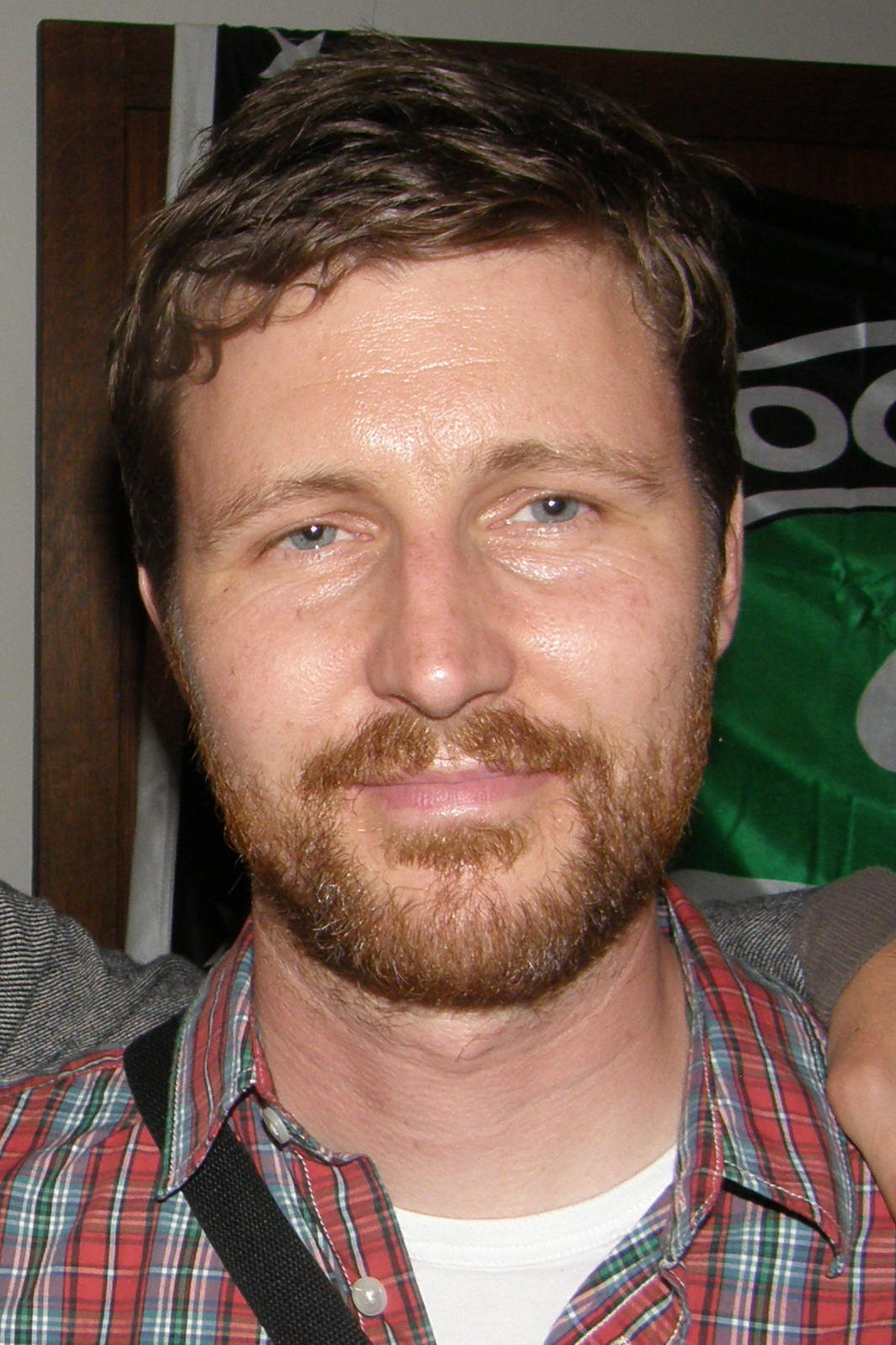
最佳劇本：安德魯·海格

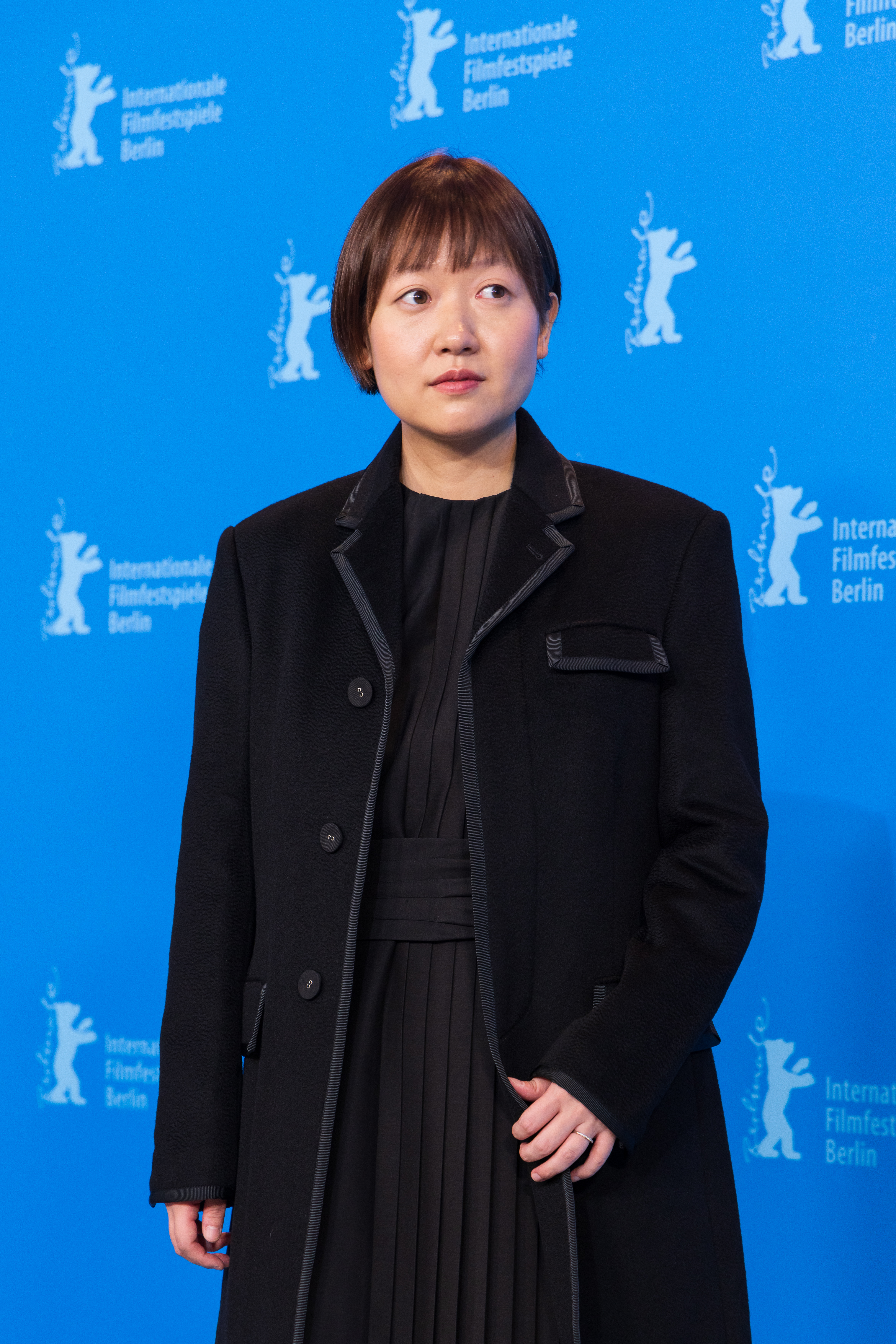
新生代獎：席琳·宋

## 獲獎者
- 最佳電影（英语：Los Angeles Film Critics Association Award for Best Film）：
  - 《利益区域》
    - 亞軍：《奧本海默》

最佳導演（英语：Los Angeles Film Critics Association Award for Best Director）：
  - 《利益区域》強納森·葛雷澤
    - 亞軍：《可憐的東西》尤格·藍西莫

最佳主角演出（英语：Los Angeles Film Critics Association Award for Best Lead Performance）：
  - 《坠落的审判》桑德拉·惠勒
  - 《可憐的東西》艾瑪·史東
    - 亞軍：《親愛的陌生人》安德鲁·斯科特
    - 亞軍：《美國小說》傑佛瑞·萊特

最佳配角演出（英语：Los Angeles Film Critics Association Award for Best Supporting Performance）：
  - 《神啊，你在嗎？（英语：Are You There God? It's Me, Margaret. (film)）》瑞秋·麥亞當斯
  - 《滯留生》達芬·喬伊·藍道夫
    - 亞軍：《花月殺手》莉莉·格萊斯頓
    - 亞軍：《Barbie芭比》瑞恩·高斯林

最佳劇本（英语：Los Angeles Film Critics Association Award for Best Screenplay）：
  - 《親愛的陌生人》安德魯·海格
    - 亞軍：《五月的你，十二月的她》珊米·柏區（Samy Burch）

最佳攝影（英语：Los Angeles Film Critics Association Award for Best Cinematography）：
  - 《可憐的東西》羅比·萊恩（英语：Robbie Ryan (cinematographer)）
    - 亞軍：《花月殺手》、《Barbie芭比》羅德里戈·普里耶托（英语：Rodrigo Prieto）

最佳美術設計（英语：Los Angeles Film Critics Association Award for Best Production Design）：
  - 《Barbie芭比》莎拉·格林伍德（英语：Sarah Greenwood）
    - 亞軍：《可憐的東西》秀娜·希斯（Shona Heath）、詹姆士·普萊斯（James Price）

最佳剪輯（英语：Los Angeles Film Critics Association Award for Best Editing）：
  - 《坠落的审判》羅弘·席倪夏（Laurent Sénéchal）
    - 亞軍：《親愛的陌生人》喬納森·艾爾伯茲（Jonathan Alberts）

最佳配樂（英语：Los Angeles Film Critics Association Award for Best Music）：
  - 《利益区域》米卡·利維（英语：Mica Levi）
    - 亞軍：《Barbie芭比》馬克·朗森、安德魯·瓦耶特

最佳非英語電影（英语：Los Angeles Film Critics Association Award for Best Foreign Language Film）：
  - 《坠落的审判》
    - 亞軍：《最後一次的生日派對（英语：Tótem (film)）》

最佳紀錄片／非虛構電影（英语：Los Angeles Film Critics Association Award for Best Documentary Film）：
  - 《歡樂菜單（法语：Menus-Plaisirs - Les Troisgros）》
    - 亞軍：《若愛有形（英语：The Eternal Memory）》

最佳動畫片（英语：Los Angeles Film Critics Association Award for Best Animated Film）：
  - 《蒼鷺與少年》
    - 亞軍：《再見機器人》

新生代獎：
  - 《之前的我們》席琳·宋

終身成就獎：
  - 阿格涅絲卡·霍蘭

道格拉斯·愛德華茲（英语：Douglas Edwards）實驗性電影獎：
  - 《青春》

## 外部連結
- 官方网站